# فساد آرمان خوش‌خدمتی
فسادِ آرمان خوش‌خدمتی یا فساد انگیزه شرافتمندانه، فساد ناشی از پایبندی به یک نظام اخلاقی غایت‌شناختی است، که نشان می‌دهد مردم از ابزارهای غیراخلاقی یا غیرقانونی برای دستیابی به اهداف مطلوب استفاده می‌کنند، نتیجه‌ای که به نظر می‌رسد به نفع خیر بزرگتری است. در جایی که فساد سنتی با منفعت شخصی تعریف می‌شود، فساد آرمان خوش‌خدمتی زمانی شکل می‌گیرد که فردی به درستکارپنداری (به انگلیسی: righteousness) خود معتقد است و برای رسیدن به نتیجه مطلوب دست به هر کاری می‌زند. نمونه ای از فساد آرمان خوش‌خدمتی ، رفتار نادرست پلیس «به نام اهداف خوب» یا غفلت از روند قانونی از طریق «تعهد اخلاقی برای تبدیل جهان به مکانی امن تر برای زندگی» است. سوء رفتار آگاهانه توسط یک افسر مجری قانون یا دادستان با هدف دستیابی به آنچه که افسر معتقد است یک نتیجه «عادلانه» است.
شرایط چنین فسادی معمولاً در جایی اتفاق می‌افتد که افراد احساس مسئولیت نمی‌کنند و اعتمادشان را به نظام عدالت کیفری از دست می‌دهند. این شرایط می‌تواند با تکبر و ضعف نظارت همراه شود.

## خاستگاه
در سال ۱۹۸۳، کارل کلاکرز از فیلم هری کثیف به عنوان نمونه ای از شرایطی استفاده کرد که به نظر می‌رسید آنچه را که بعداً به عنوان فساد خوش‌خدمتی شناخته شد، توجیه می‌کند. در داستان، سه عمل اصلی، مصادیق فساد خوش‌خدمتی هستند: ورود غیرقانونی، شکنجه و قتل. کلاکرز معتقد بود که این مشکل، که او آن را «مشکل هری کثیف» نامید، یکی از ملاحظات اصلی کار پلیس است. او توضیح می‌دهد که چگونه افسران گه‌گاه با مشکلاتی مواجه می‌شوند که در آن باید بین ضوابط اخلاقی ناهمخوان یکی را انتخاب کنند. اغلب انتخاب بین راه‌های قانونی است که می‌تواند به مجرمان خطرناک اجازه رهایی دهد، یا روش‌های غیرقانونی، که مستلزم قانون شِکنی برای جلوگیری از ارتکاب جرایم دیگر از مجرمان واقعاً خطرناک است.
در سال ۱۹۸۹، اصطلاح «فساد آرمان خوشخدمتی» توسط ادوین دلاتر ابداع شد. او نگران بود که افسران پلیس ممکن است هدف یا نتیجه ای را تصور کنند که استفاده از راه‌های مورد سوظن را توجیه کند، به ویژه استفاده از زور برای گرفتن اعتراف. او استدلال می‌کرد که «برخی از شیوه‌های قابل‌اعمال هر چقدر هم که پایانش خوش‌خدمتانه باشد غیرقابل قبول است.» از کار دلاتر، آرمان خوشخدمتی به عنوان مشکلی برای تعهد سودمند به نتایج ظاهر شده است، زیرا به جامعه اجازه می‌دهد از طریق تاکتیک‌های پلیسی خشونت‌آمیز و غیرقانونی محافظت شوند.

## در کارپُلیسی
در اخلاق پلیس، استدلال می‌شود که برخی از بهترین افسران اغلب مستعدترین افراد در معرض فساد آرمان خوشخدمتی هستند. طبق ادبیات حرفه ای پلیس، فساد آرمان خوشخدمتی شامل «جازَدن یا جعل‌کردن مدرک، دروغ یا جعل و دستکاری حقایق بر اساس گزارش‌ها یا از طریق شهادت در دادگاه، و به‌طور کلی سوء استفاده از اختیارات پلیس برای ایجاد اتهام است».
به گفته رابرت راینر، استاد دانشکده اقتصاد لندن، توقف بر اساس تبعیض آماری نیز نوعی فساد آرمان خوشخدمتی است.

### لونا علیه ماساچوست
در ۱۷ فوریه ۱۹۸۸، افسران اداره پلیس بوستون یک حکم بازرسی را در خانه آلبرت لوین اجرایی کردند. هنگامی که آنها وارد محوطه شدند، لوین به افسر شرمن گریفیث شلیک کرد و او را کشت. لوین متهم به قتل شد، اما بعداً زمانی که مشخص شد سوگندنامه برای حکم بازرسی که توسط کارآگاه کارلوس آ. لونا تنظیم شده بود، بر اساس اطلاعات نادرست و یک خبرچین ساختگی است، اتهامات رد شد. لونا به اتهام شهادت دروغ، توطئه و ارائه گزارشات پلیسی دروغین متهم شد، در حالی که تمام اتهامات علیه لوین، از جمله قتل یک افسر پلیس، رد شد. این پرونده عواقب آرمان خوشخدمتی را هنگامی که افسران قانون اساسی را نادیده می‌گیرند و برای پیگیری عدالت جعل مدرک می‌کنند، تشریح می‌کند.

## در تجارت
در سال ۲۰۰۳ الیزابت هولمز شرکت زیست‌فناوری ترانوس را با هدف توسعه یک دستگاه آزمایش خون بالینی فشرده که آزمایش‌های تشخیصی متعدد را از طریق یک نیش‌انگشت (به انگلیسی: finger-prick) خون انجام می‌دهد، تأسیس کرد. هنگامی که ماشین‌های ترانوس آنطور که انتظار می‌رفت کار نکردند، هولمز نتایج را به سرمایه‌گذاران خود تحریف کرد. او ادعا کرد که این فناوری توسط اف‌دی‌ای تأیید شده است، توسط ارتش ایالات متحده و پزشکی جانز هاپکینز استفاده می‌شود و با والگرینز قراردادی منعقدکرده است. در واقع آزمایش آزمایشگاهی بر روی ماشین‌های سازندگان دیگر به‌کاررفت. نمونه‌های خون به منظور کارکردن بر روی ماشین‌های مرسوم رقیق شدند و نزدیک به یک میلیون آزمایش باید باطل می‌شد. دادستان‌های ایالات متحده علیه هولمز به دلیل کلاهبرداری از سرمایه گذاران، پزشکان و بیماران شکایت جنایی کردند. جان کریرو اظهار داشت: «... او در نهایت معتقد بود که چیزی که قرار است پس از رسیدن به آنجا به دست بیاورد، چیز خوبی برای بشریت خواهد بود؛ بنابراین، هر دروغ و هر گوشه ای که در این راه را با عجله رفتم توجیه‌پذیر بود.»

## در فرهنگ عامه
الکس گیبنی در فیلم مستند خود در سال ۲۰۱۲، میاماکزیماکولپا: خاموشی در خانه خدا، دفاع از پدر لارنس مورفی، یک سواستفاده‌گر جنسی سریالی (به انگلیسی: serial sexual abuser) در مدرسه ناشنوایان را به عنوان «فساد آرمان خوشخدمتی» توصیف می‌کند. به این ترتیب که «او تلاش می‌کند تا بدرفتاری خود را به یک عمل مقدس تبدیل کند، و آزار را به عنوان نوعی از آیین مقدس معرفی کند».
در فیلم مستند ما اسرار را می‌دزدیم: داستان ویکی‌لیکس در سال ۲۰۱۳، جیمز بال، روزنامه‌نگار، پیشنهاد می‌کند که جولیان آسانژ فساد آرمان خوشخدمتی توسعه‌داده است و استدلال می‌کند که او «نمی‌تواند تشخیص دهد که چه زمانی کارهایی را انجام می‌دهد که در دیگران از آنها ابراز تأسف می‌کند».
الیزابت هولمز، که ترانوس را تأسیس کرد و در نهایت متهم به کلاهبرداری شد، توسط نویسنده وال‌استریت ژورنال جان کریرو در کتاب خود بد بلاد: رازها و دروغ‌ها در یک استارت‌آپ سیلیکون ولِی به عنوان یک فساد آرمان خوشخدمتی توصیف شده است.